# Moravský Krumlov (stacja kolejowa)
Moravský Krumlov – stacja kolejowa w miejscowości Moravský Krumlov, w kraju południowomorawskim, w Czechach Znajduje się na wysokości 310 m n.p.m.
W budynku dworcowym znajdują się kasy biletowe, w którym można zakupić bilety i zarezerwować miejsca na wszystkie pociągi.

## Linie kolejowe
- 244 Brno - Hrušovany nad Jevišovkou, Moravské Bránice - Oslavany